# Charlotte Mary Yonge
Pour les articles homonymes, voir Yonge.
Charlotte Mary Yonge, née le 11 août 1823 à Otterbourne dans le Hampshire et morte le 24 mai 1901, est une écrivaine anglaise connue pour son œuvre abondante.

## Biographie
Charlotte Mary Yonge est née dans une famille aisée et pieuse. Son père l'initia dans son enfance au latin, au grec, au français et à l'algèbre. Il se montrait parfois sévère, mais Charlotte recherchait tout de même plus que tout sa reconnaissance.
Elle commença à écrire en 1848 et publia en tout 160 œuvres (des romans, pour la plupart). 
En 1851, elle fonda le magazine The Monthly Packet (en), destiné aux jeunes filles anglaises. Ce magazine perdura jusqu'en 1899.
Son premier succès commercial fut The Heir of Redclyffe (en) (1853) ; elle consacra l'argent produit à des œuvres de charité.
Elle resta toute sa vie à Otterbourne, où elle enseigna pendant 71 ans dans une École du dimanche.

## Réception de son œuvre
Son œuvre connut un grand succès de son vivant, mais de nos jours ses livres ne sont, pour la plupart, plus réédités. Lewis Carroll faisait partie de ses admirateurs.

## Œuvre (parution originale)

### Romans
- Château de Melville, 1838 (privately distributed)[1]
- Abbeychurch, or, Self Control and Self Conceit. London: James Burns, 1844.
- The Railroad Children, 1849.
- Henrietta's Wish, or, Domineering: A Tale 1850.
- Kenneth, or, The Rear Guard of the Grand Army, 1850.
- Langley School, 1850.
- The Heir of Redclyffe. 2 vols. London: John W. Parker & Son, 1853.
- The Herb of the Field, 1853.
- The Castle Builders, or, The Deferred Confirmation. London: J. & C. Mozley, 1854.
- Heartsease, or, The Brother's Wife, 1854.
- The Young Duke, or, Richard the Fearless, 1854. [is this the same book as The Little Duke?]
- The Lances of Lynwood, 1855.
- The Daisy Chain, or, Aspirations. London: John W. Parker & Son, 1856.
- Ben Sylvester's Word, 1856.
- Dynevor Terrace. 2 vols. London: John W. Parker and Son, 1857.
- Friarswood Post Office, 1860.
- Hopes and Fears, or, Scenes from the life of a Spinster, 1860.
- The Pigeon Pie, 1860.
- The Young Stepmother. London: Macmillan, 1861.
- Countess Kate. London: J. & C. Mozley, 1862.
- The Trial, or, More Links of the Daisy Chain, 1864.
- The Clever Woman of the Family. 2 vols. London and Cambridge: Macmillan, 1865.
- The Dove in the Eagle's Nest, 1866.
- The Prince and the Page; A Story of the Last Crusade, 1866.
- The Six Cushions, 1867.
- The Chaplet of Pearls, or, The White and Black Ribaumont. London: Macmillan, 1868.
- The Caged Lion. London: Macmillan, 1870.
- Little Lucy's Wonderful Globe, 1871.
- Dames of High Estate, 1872.
- The Pillars of the House, 1874.
- Lady Hester, or, Ursula's Narrative, 1874.
- The Three Brides, 1876.
- Cheap Jack. London: Walter Smith, 1881.
- The Armourer's Prentices. 2 vols. London: Macmillan, 1884.
- Chantry House. 2 vols. London: Macmillan, 1886.
- A Modern Telemachus. 2 vols. London: Macmillan, 1886.
- Beechcroft at Rockstone. 2 vols. London: Macmillan, 1888.
- A Reputed Changeling, or, Three Seventh Years Two Centuries Ago. 2 vols. London: Macmillan, 1889.
- The Carbonels. London: National Society's Depository, 1896.

### Théâtre
- The Apple of Discord. London: Groombridge and Sons, 1864.

### Anthologie
- Aunt Charlotte's Evenings at Home With the Poets. A collection of poems for the Young, with conversations, arranged in twenty five evenings, etc. London: Marcus Ward, 1880.

### Recueils de nouvelles
- The Christmas Mummers and other stories. London: J. & C. Mozley, 1858.  Contains The Christmas Mummers, The Rail-Road Children, Leonard, the Lion-Hearted, Ben Sylvester's Word, Midsummer Day; or, The Two Churches, Harriet and Her Sister, and London Pride.
- A Book of Golden Deeds of All Times and All Lands. London: Macmillan, 1864.
- A Book of Worthies gathered from the old histories and now written anew by the author of The Heir of Redclyffe. London: Macmillan, 1869.
- Aunt Charlotte's Stories of Bible History for the little ones. London: n.p., 1873.
- Aunt Charlotte's Stories of Greek History for the little ones. London: n.p., 1876.
- Aunt Charlotte's Stories of Roman History for the little ones. London: n.p., 1877.
- Aunt Charlotte's Stories of German History for the little ones. London: Marcus Ward, 1878.
- Bye-Words. A Collection of tales new and old. London: Macmillan, 1880.
- Aunt Charlotte's Stories of American History. London: Marcus Ward, 1883.
- Aunt Charlotte's Stories of French History for the little ones. London: Marcus Ward, 1893.

### Biographie
- Hannah More.

### Œuvre Cosignée
- —, Mary Bramston, Christabel Rose Coleridge, and Esmé Stuart. Astray: A Tale of a Country Town. London: Hatchards, 1886.

### Edition
- —, ed. Biographies of Good Women, chiefly by contributors to The Monthly Packet. Edited by the author of The Heir of Redclyffe. 2nd series. London: J. & C. Mozley, 1862.
- —, ed. A Storehouse of Stories.London: Macmillan, 1870.
- —, ed. Charity. Scripture texts and sacred songs. London: Griffith & Farran, 1884.
- Du Boys, Albert. Catherine of Aragon and the Sources of the English Reformation. Edited from the French, with notes, by C. M. Yonge. 2 vols. London: Hurst & Blackett, 1881.
- Wilford, Florence. Beneath the Cross: readings for children on Our Lord's Seven sayings. Ed. by Charlotte M. Yonge. With a preface by ... R. F. Wilson. London: Masters and Co., 1881.
- John Keble 's Parishes John Keble's Parishes – A History of Hursley and Otterbourne. (1898)

### Autres ouvrages
- Cameos from English History. 7 vols. London: Macmillan, 1880-1890.
- Burnt out: a story for mothers' meetings. London: n.p., 1882.
- A Story of Mission Work in China. 1900.
- History of Christian Names. 1863 (per her original Preface); Macmillan and Co., London, 1884; republished by Gale Research Co., Book Tower, Detroit, 1966.

## Postérité
Le cratère vénusien Yonge a été nommé en son honneur.